# Heart 4 Sale
Heart 4 Sale är ett studioalbum med artisterna Oscar Loya och Alex Christensen. Albumet släpptes den 15 maj 2009. Albumet innehåller bland annat Loyas och Christensens bidrag i Eurovision Song Contest 2009, Miss Kiss Kiss Bang, och en cover på låten Puttin' on the Ritz.

## Låtlista
| Nr  | Titel                              | Längd |
| --- | ---------------------------------- | ----- |
| 1.  | I Love Señoritas                   | 3:25  |
| 2.  | Boom Boom Goes My Heart            | 3:23  |
| 3.  | Miss Kiss Kiss Bang (radioversion) | 3:03  |
| 4.  | Do The Cha Cha Cha                 | 3:27  |
| 5.  | Heart 4 Sale                       | 3:50  |
| 6.  | Ding Dong the Witch Is Dead        | 3:41  |
| 7.  | Puttin' on the Ritz (cover)        | 3:21  |
| 8.  | Oscars Suite                       | 1:16  |
| 9.  | La vie en rose                     | 3:20  |
| 10. | Do You Wanna Be My Friend          | 3:34  |
| 11. | I'm Crazy                          | 3:29  |
| 12. | Walking In the Rain                | 3:38  |
| 13. | What the World Needs Now           | 3:28  |
| 14. | Muchacha Kiss Kiss Bang            | 3:03  |

## Listplaceringar
| Listpositioner |
| Polen          |
| -------------- |
| 88             |